# Ухтна
У́хтна (эст. Uhtna) — посёлок в волости Раквере уезда Ляэне-Вирумаа, Эстония.

## География и описание
Расположен на левом берегу реки Кунда, в 11 км к северо-востоку от волостного и уездного центра — города Раквере. Высота над уровнем моря — 63 метра.
Климат умеренный. Официальный язык — эстонский. Почтовый индекс — 44202.

## Население
По данным переписи населения 2021 года, в Ухтна насчитывалось 342 жителя, из них 325 (95,0 %) — эстонцы. 
По данным переписи населения 2011 года, в посёлке проживали 360 человек, из них 346 (96,1 %) — эстонцы.
Численность населения посёлка Ухтна по данным переписей населения:
| Год  | 1959 | 1970  | 1979  | 1989  | 2000  | 2011  | 2021  |
| ---- | ---- | ----- | ----- | ----- | ----- | ----- | ----- |
| Чел. | 91   | ↗ 169 | ↗ 321 | ↗ 450 | ↘ 362 | ↘ 360 | ↘ 342 |

## История
Как деревня, впервые упоминается в Датской поземельной книге 1241 года (Octinus). В источниках 1489 года упоминается Uchten (деревня и мыза).
Первоначальная деревня исчезла в XVI веке (вошла в состав мызы). В 1765 году мыза Ухтен была поделена на две: Альт-Ухтен (нем. Alt-Uchten, Вана-Ухтна, эст. Vana-Uhtna mõis — «Старая Ухтна») и Ней-Ухтен (нем. Neu-Uchten, Уус-Ухтна, эст. Uus-Uhtna mõis — «Новая Ухтна»). В 1920-х годах, после земельной реформы, на мызных землях возникло поселение, в 1977 году получившее статус деревни, в 2007 году — посёлка.
Сохранился мызный ансамбль в стиле классицизма, созданный на рубеже XVIII и XIX столетий (главное здание горело в 2012 году) и мызный парк (природоохранный объект).

Советский памятник на братской могиле павших во II мировой войне в Ухтна. Ликвидирован в 2023 году

В 1970–1980-х годах посёлок вырос в центр колхоза «Ухтна». В 1978 году общий земельный фонд колхоза составлял 8,0 тыс. га, из них обрабатываемых земель 3,8 тыс. га; численность работников составляла 518 человек. Колхоз относился к Каарлискому сельсовету.
После распада СССР на материально-технической базе бывшего образовалось несколько малых предприятий («Uhtna Farm», «Uhtna Teraviljatöötlus», «Uhtna Traktor») и акционерных обществ («AS Uhtna Metall», «AS Uhtna Puit», «AS Uhtna Talutehnika»). К настоящему времени все они ликвидированы. По состоянию на 2023 год в посёлке работали три предприятия: «Kopar Baltik AS», занимающееся машиностроением, и «Estrus Steel OÜ», занимающееся производством металлоконструкций, и «Uhtna Puit OÜ», торгующее пиломатериалами (соответственно 24, 16 и 4 работника на 30 сентября 2023 года).
В 1955 году на расположенной на территории посёлка, на частной земле, братской могиле советских воинов, павших во Второй мировой войне (исторический памятник с 1997 до 2023 года), был установлен памятник с надписью «Вечная слава героям, павшим в боях за Советскую родину против фашистских орд 1941—1945». В протоколе от 30 ноября 2022 года рабочая группа по советским памятникам при Госканцелярии Эстонии признала этот памятник «красным монументом», подлежащим демонтажу с перезахоронением останков на кладбище. Памятник был демонтирован в 2023 году. Памятник был ликвидирован в 2023 году (см. Список советских военных памятников Эстонии).

## Инфраструктура
В посёлке есть детсад, основная школа, комната культуры, библиотека, молодёжный центр, дом по уходу и продовольственный магазин. В 2000-х годах работал фельдшерский пункт.  Основная школа в посёлке открылась в 1986 году, когда было построено современное школьное здание (архитектор Маарья Нуммерт (Maarja Nummert)).

## Галерея

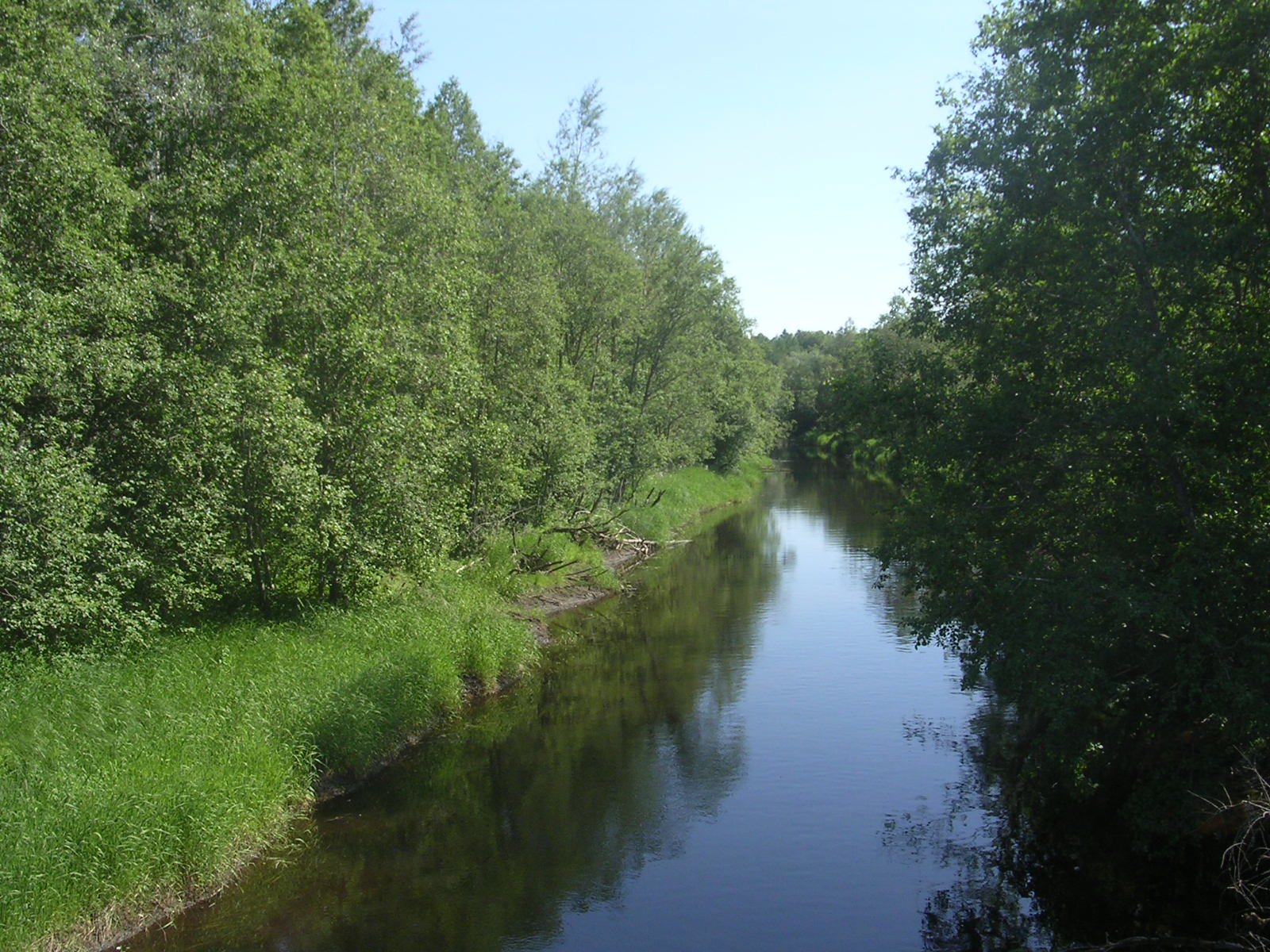
Река Кунда в деревне Ухтна
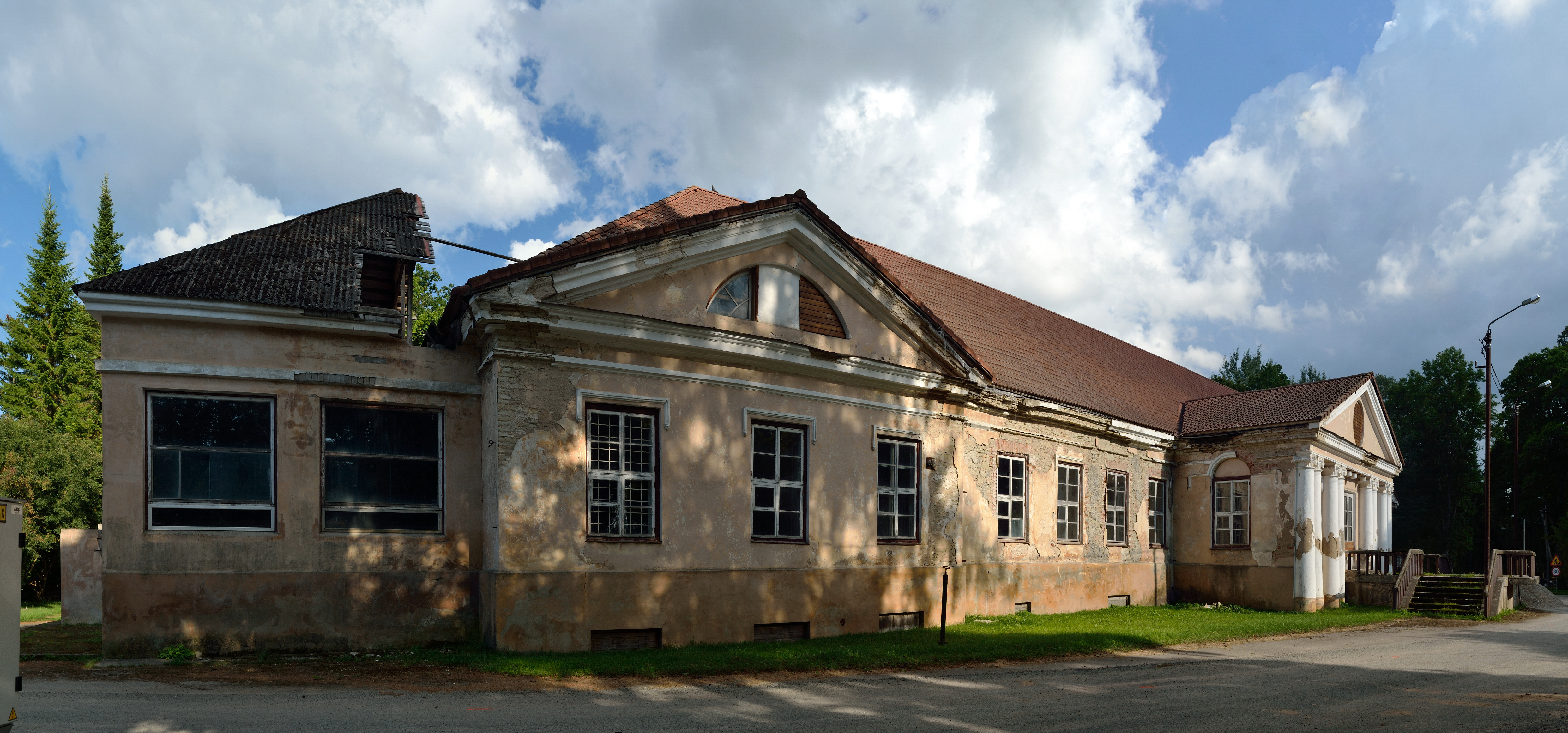
Главное здание мызы Ухтен (Ухтна) в 2012 году
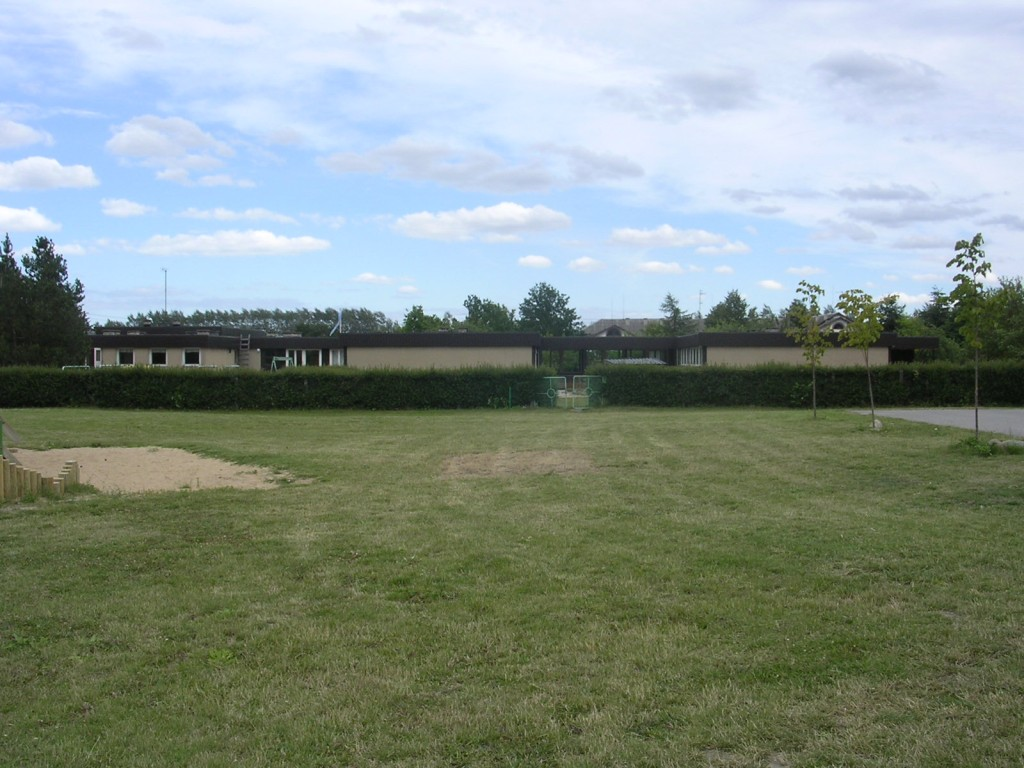
Детский сад
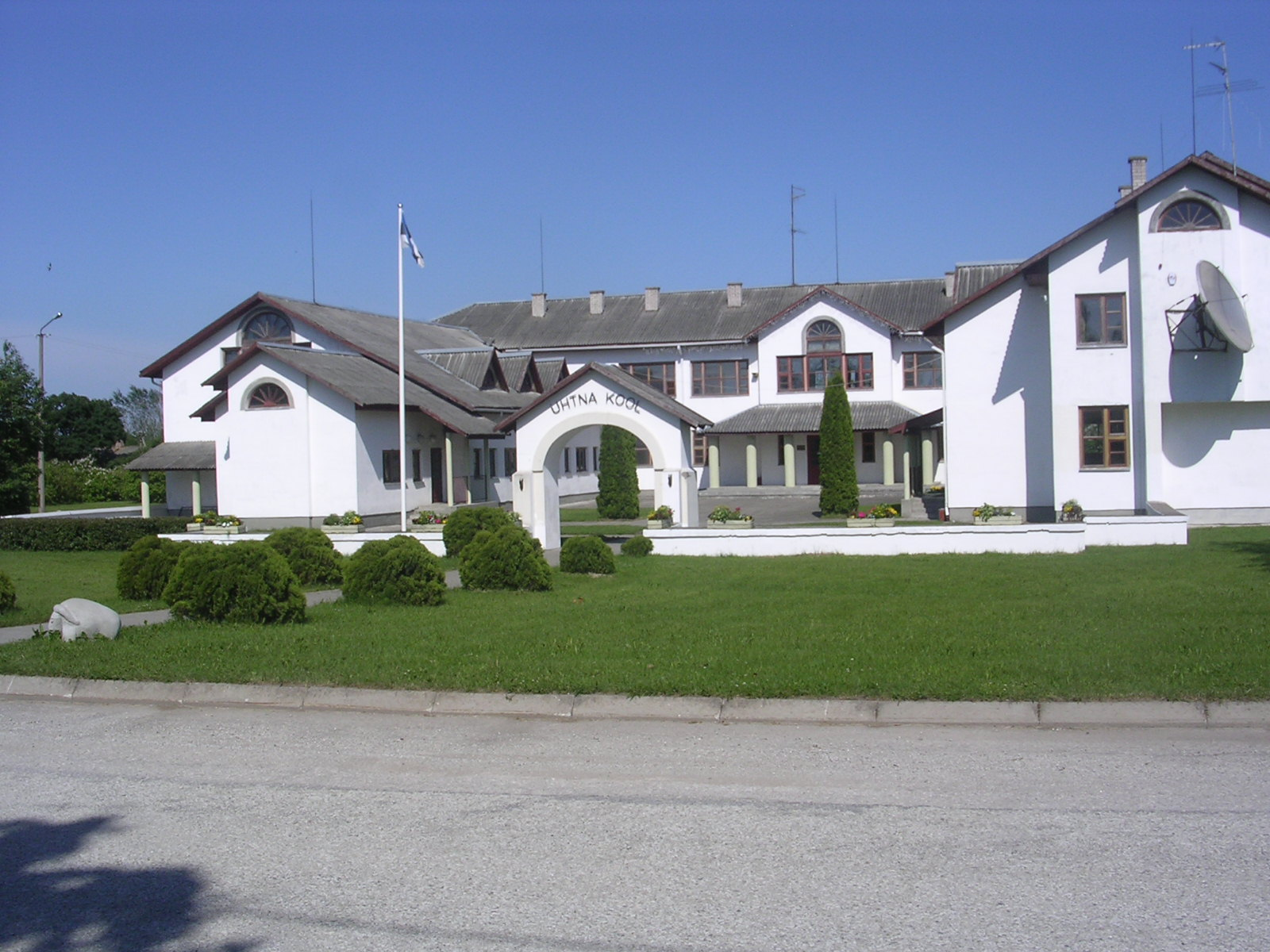
Ухтнаская основная школа
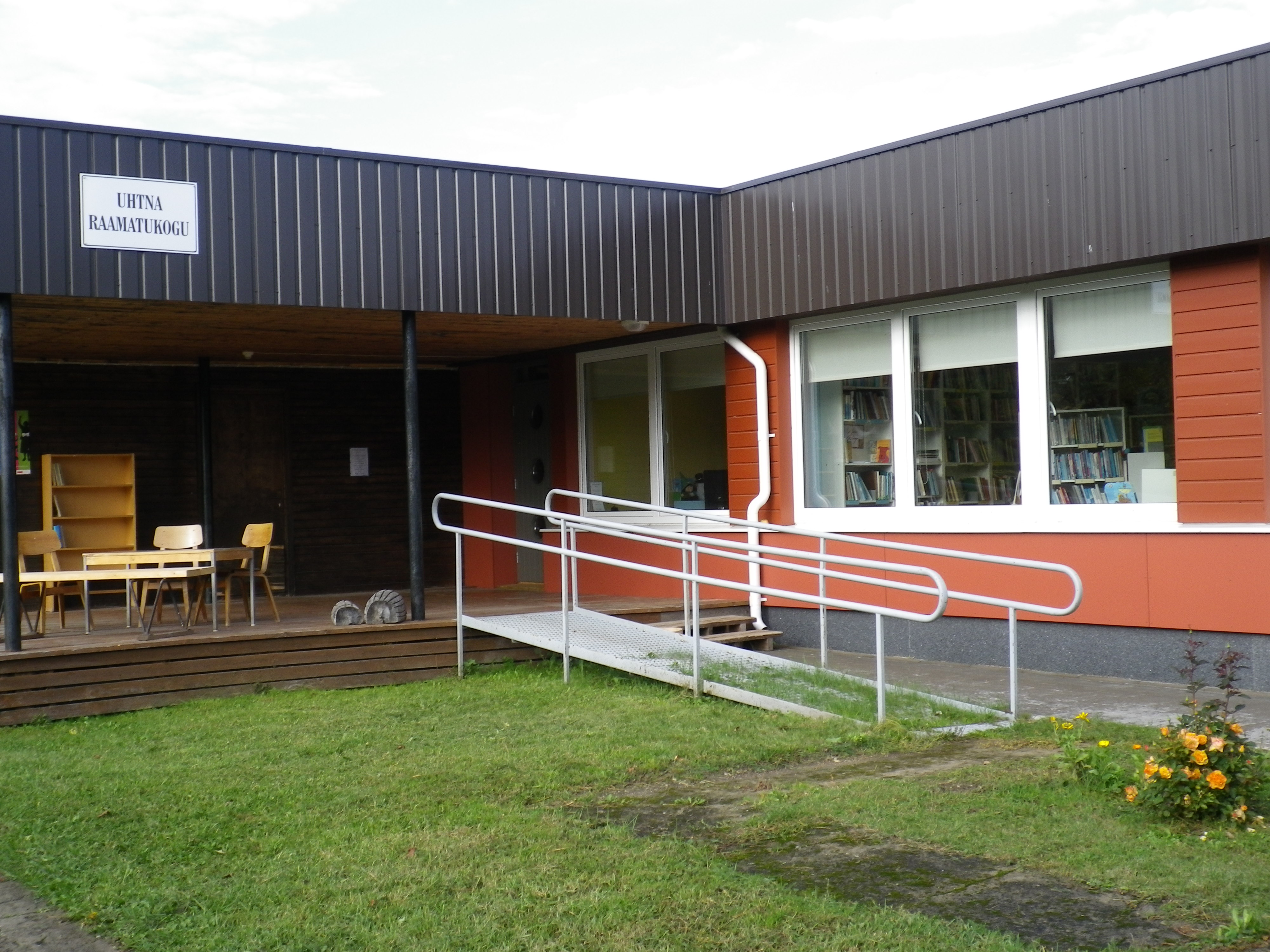
Библиотека
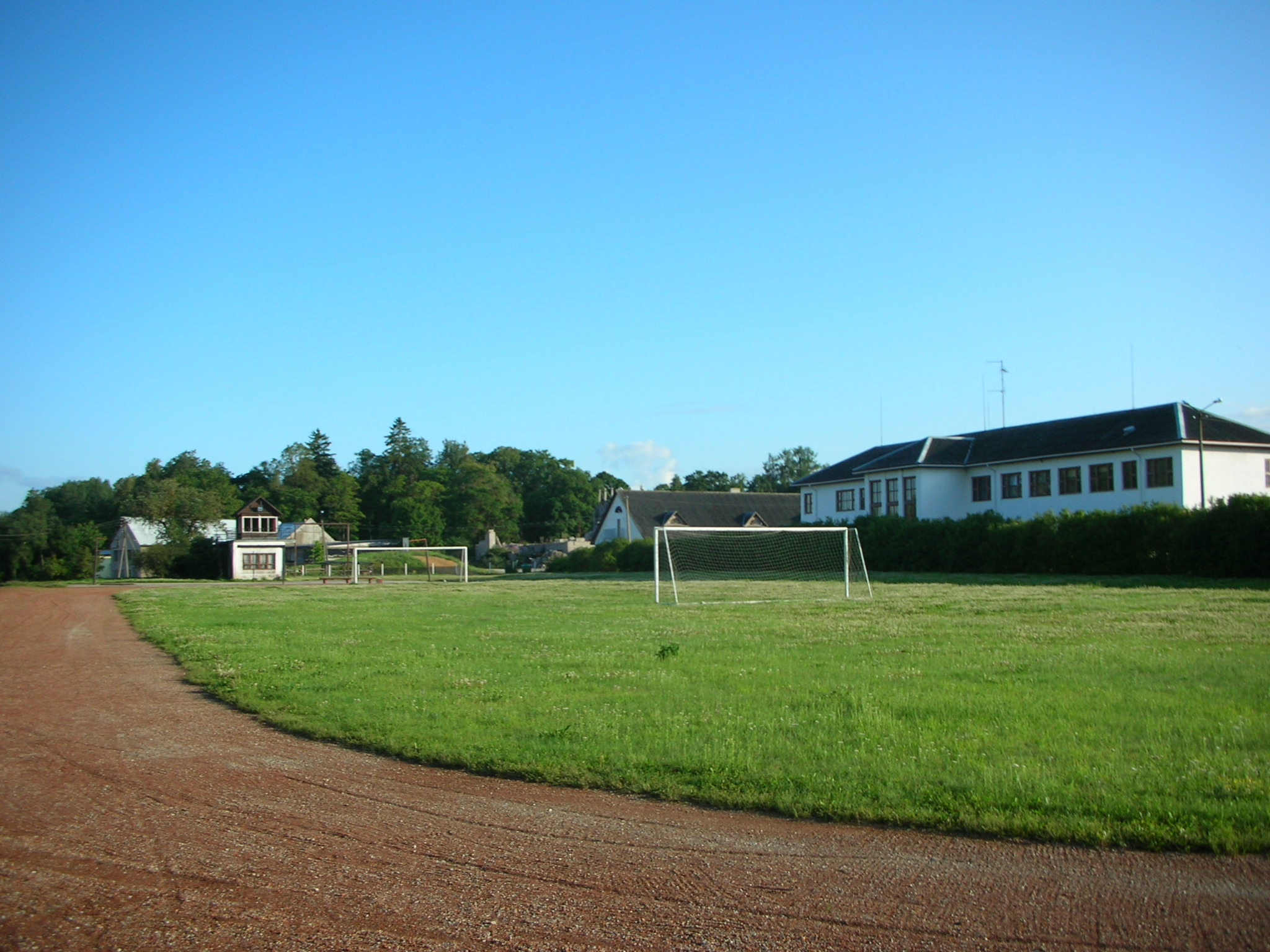
Стадион
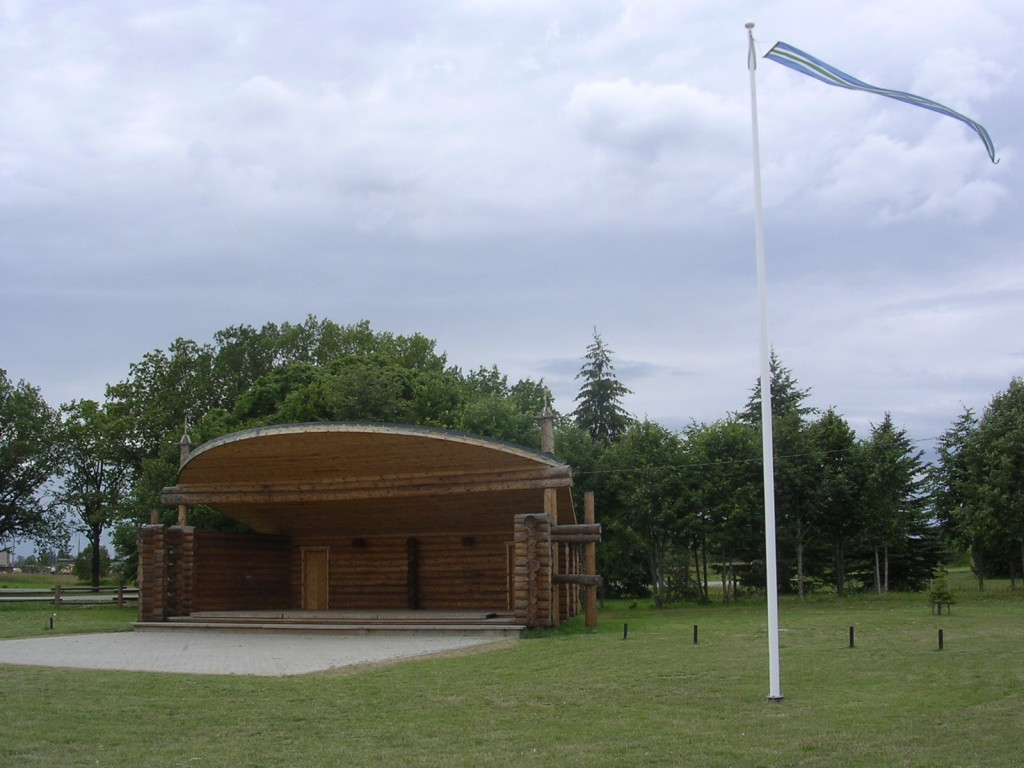
Певческая эстрада
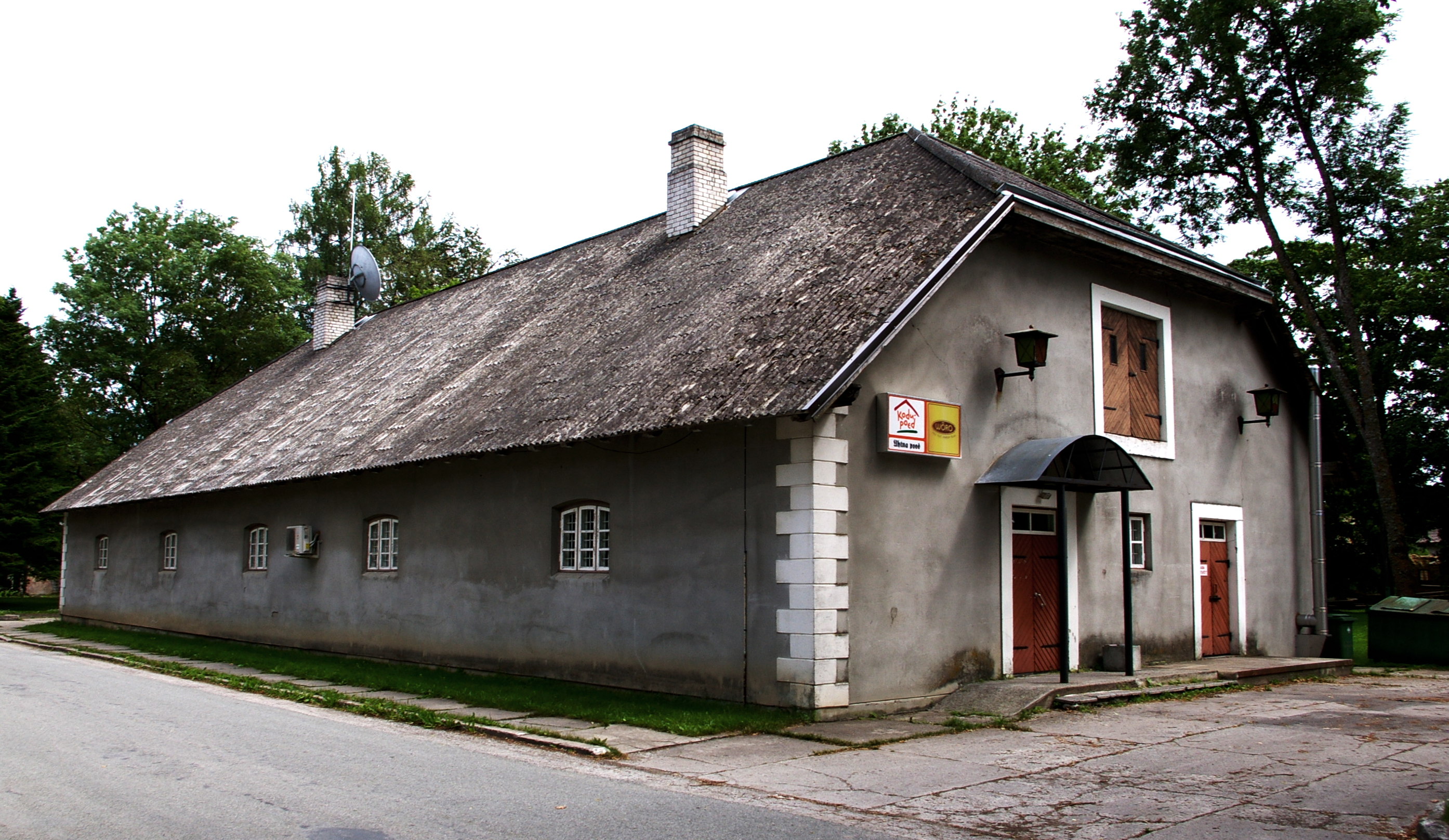
Магазин (бывшая конюшня мызы Ухтен)
Многоквартирный дом, 2009 год
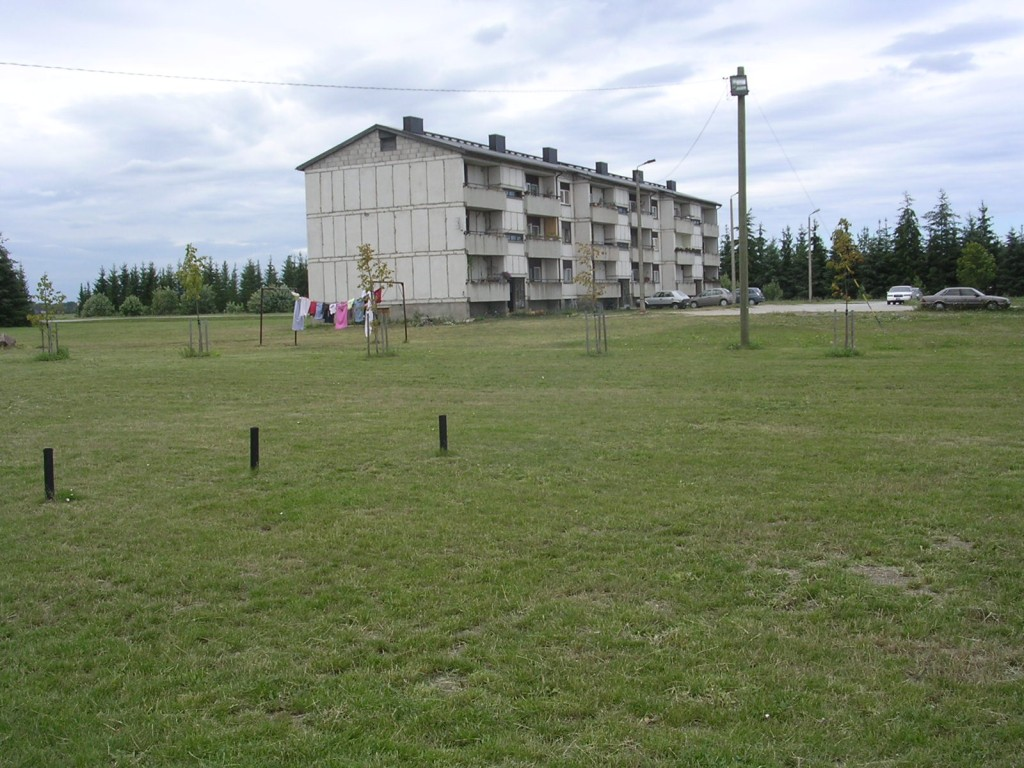
Многоквартирный дом, 2007 год
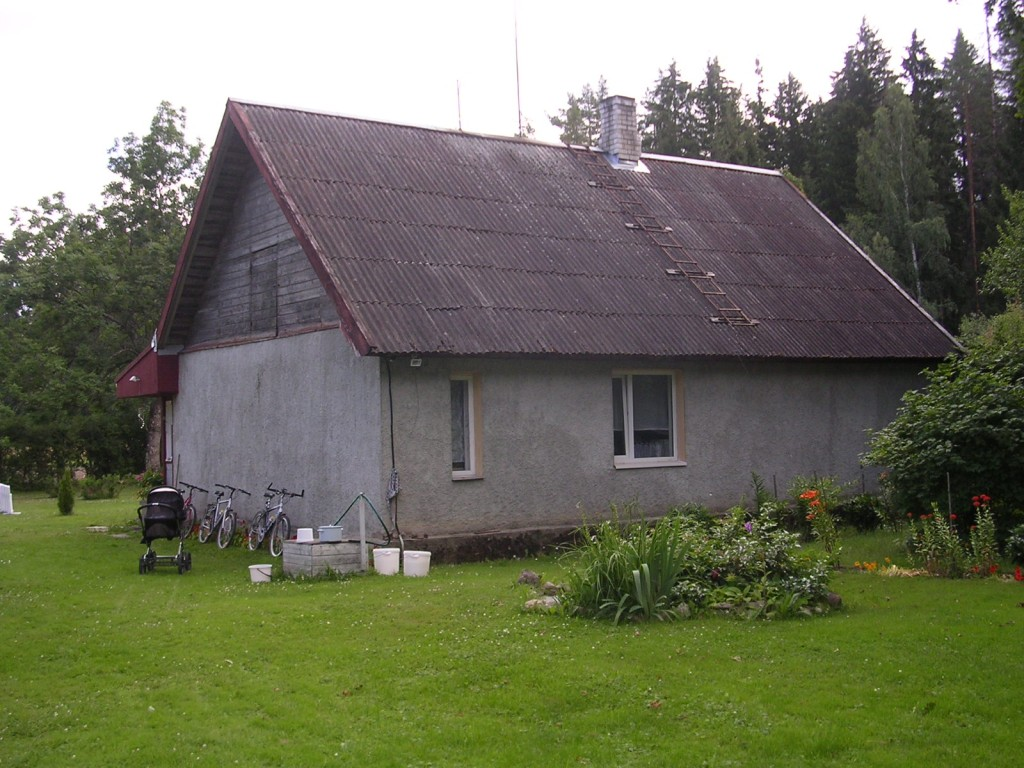
Частный дом
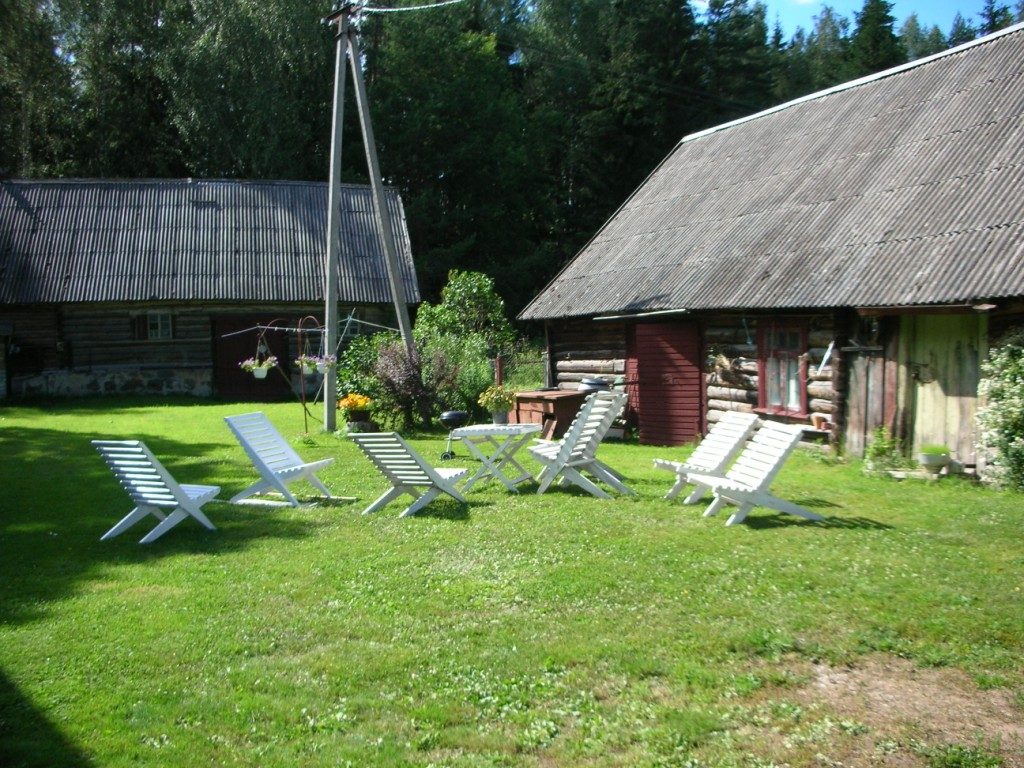
Хутор
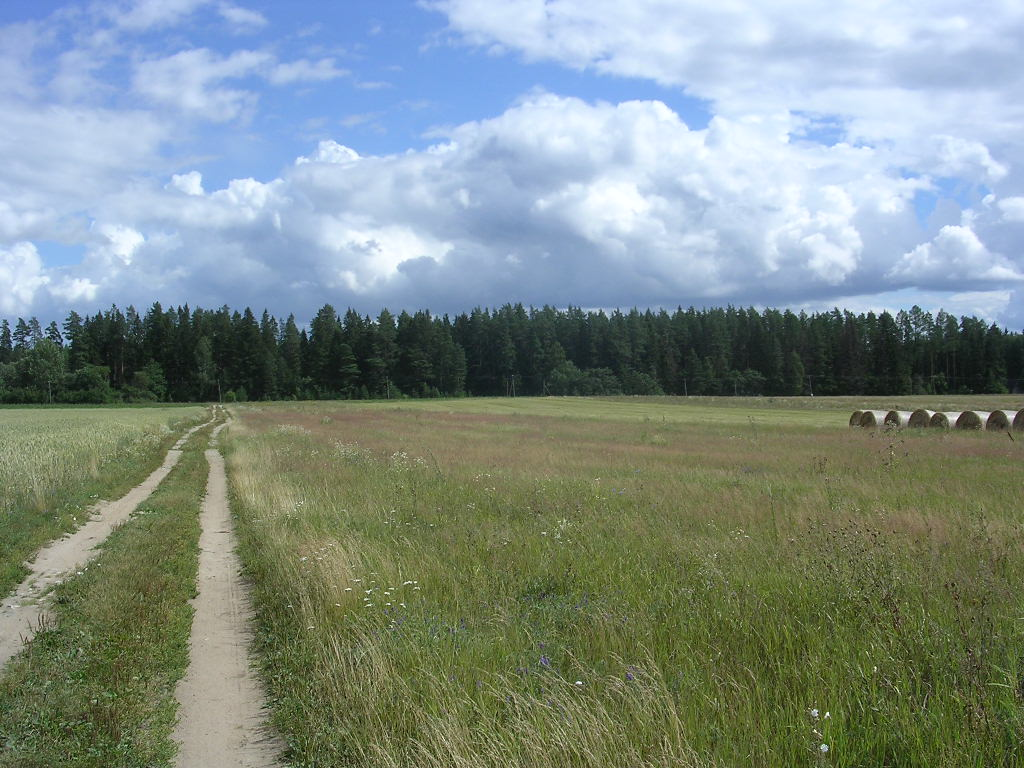
Просёлочная дорога
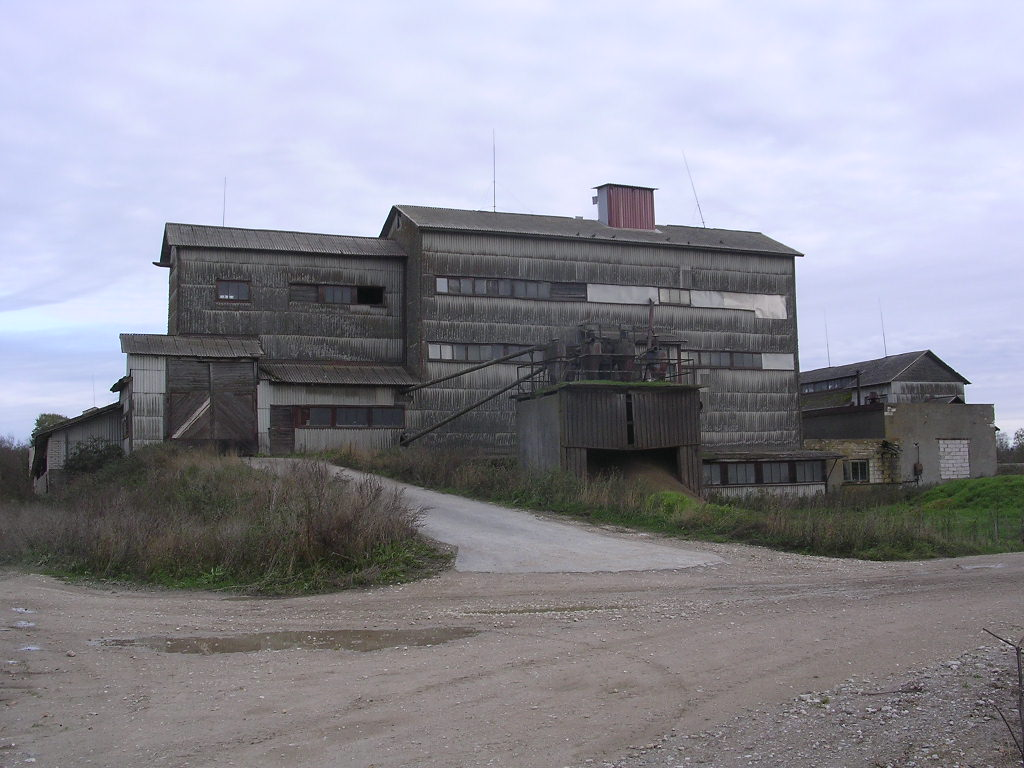
Бывшие колхозные строения, 2007 год

## Комментарии
1. ↑  Эстонские топонимы, оканчивающиеся на -а, не склоняются и не имеют женского рода (исключение — Нарва)[7].